# 安金全
安金全（9世纪—930年7月10日），中国唐朝末年及五代十国时期晋国、后唐将领。

## 生平

### 早期
代北人。世代为边将，年轻时骁果，善骑射，自称能擒生踏伏（生擒敌人、搜查伏兵）。为河东节度使晋王李克用骑将，屡从征讨。

### 效力李存勖
后梁代唐朝后，晋国仍奉唐朝正朔。李克用死后，子李存勖袭晋王，继承势力。天祐四年（907年）六月，李存勖以蕃、汉都指挥使周德威为行营都指挥使，率马军都指挥使李嗣本、马步都虞候李存璋、先锋指挥使史建瑭、铁林都指挥使安元信、横冲指挥使李嗣源及安金全救被梁军围攻于潞州的养兄昭义节度使李嗣昭。八年（911年）正月梁晋柏乡之战，李存勖、李嗣源率亲军与史建瑭、安金全及北部吐谷浑诸军冲阵夹攻，梁军大败。十年（913年）三月，周德威遣李嗣源、李嗣本、安金全率兵救因叛燕归晋而正被燕将元行钦攻打的武州刺史高行珪，收降元行钦以归。
安金全数次随李存勖用兵，皆有战功，累为刺史，因老病退居河东军部太原。
天祐十三年（916年）二月，梁将匡国军节度使王檀率军三万，乘李存勖刚攻克邺城与梁军相持之际，来袭太原。时城中没有兵备，敌军突然杀至，监军张承业大恐，计无所出，阅看诸司壮丁、工匠，登陴守城。外军攻城甚急，安金全急忙勉强起床出来对张承业说：“老夫退居抱病，不任军事。然吾王家属在此，这是王业本根之地，如一旦为敌所有，大事去矣。请授我库甲，为公备寇。老夫虽然疲惫，然尚能为公破贼。”张承业高兴，即时授之。安金全披甲跨马，召率子弟及退居、闲居诸将、先前所部将吏，得数百人，夜出北门，击梁军于羊马城内，梁军惊溃，因而退却。不久李嗣昭派牙将石君立（一作石嘉才）从潞州率五百骑救军到，石君立入城，与安金全等分出诸门击梁军，梁军死伤十分之二三，退走。若非安金全奋命，太原就危险了。
天祐十四年（917年）二月，安金全在新州刺史任上被叛逃契丹的卢文进引契丹兵急攻，不能守，弃城而逃。
梁晋对垒之际，梁军游骑每出，必为安金全所获，故梁侦逻者都害怕，以取人性命的死神「五道將軍」之名，称安金全为“安五道”。
李存勖后建立后唐，即后唐庄宗，灭梁。他性矜伐，凡大将立功，不按时行赏，也不认为安金全有能力。虽然安金全保卫太原有功，却非庄宗策划，故安金全等没有受赏。庄宗年间，安金全名位不进，曾任相州刺史、北京左右厢都指挥使，却也因庄宗不愿臣下胜过自己而止于刺史。

### 效力李嗣源
李嗣源与安金全有旧，后登基为后唐明宗，论当初保卫太原之功，天成元年（926年）五月，授安金全同平章事，充安北都护、振武军节度使。在任二年，治民为政非其所长，诏赴阙，不久，长兴元年（930年）六月病卒。废视朝二日。累赠太师。

## 家庭
父安山盛，朔州牢城都校，赠太傅。子安审晖、安审琦。侄安审通。从子安审信，安金全任振武军节度使期间补为牙将。

## 延伸阅读
[在维基数据编辑]
 《舊五代史·卷61》，出自薛居正《舊五代史》
 《新五代史·卷25》，出自歐陽修《新五代史》